# Gheorghe Ursu
Gheorghe Ursu (n. 1 iulie 1926, Soroca, Basarabia, Regatul României – d. 17 noiembrie 1985, torturat la penitenciarul din Calea Rahovei, București, Republica Socialistă România) a fost un inginer constructor, poet, scriitor și disident român. A fost arestat în urma denunțului unei colege de serviciu, care a intrat în posesia jurnalului său intim, jurnal confiscat ulterior de Securitate. A murit din cauza bătăilor primite în timpul detenției.

## Biografie
Gheorghe Ursu s-a născut în orașul Soroca, fiul lui Vasile Ursu din Galați și al Margaretei, din Măgura Ilvei, județul Bistrița-Năsăud. Gheorghe a învățat la școala din Soroca până în anul 1941, când familia s-a mutat la Galați.
A continuat să învețe la Liceul „Vasile Alecsandri” din Galați. Bunicii lui din partea mamei, împreună cu încă 10 membri ai familiei (care erau evrei), au fost uciși la Auschwitz.
1942 - 1945 - Continuă cursurile liceale la Liceul „Vasile Alexandri” din Galați. Participă la acțiunile unui grup antinazist, din care faceau parte si scriitorii de mai târziu Iordan Chimet și Camil Baciu, cu care a rămas prieten pentru restul vieții. În iunie 1944, se înscrie în U.T.C., ducând în continuare o activitate antinazistă. Siguranța antonesciană îl urmărește. Este arestat, dar scapă de închisoare datorită întâmplării: doctorul Vasile Ursu asistase, ca chirurg ginecolog, la nașterea fiului prefectului din Galați la acea dată.
1944 - Își face debutul în literatură în cotidianul de orientare democratică Ecoul, în pagina literară realizată de Miron Radu Paraschivescu, Virgil Ierunca și Ion Caraion. Publică un microeseu despre Jean de Meung (22 mai 1944) și altul despre Jules Verne (8 august 1944). Începe să scrie un jurnal personal intim, în care va nota zilnic, pe tot parcursul vieții, impresii și evenimente politice, culturale, personale etc. și care va insuma mii de pagini.
1945 - 1950 - Este student la Politehnica din București – Facultatea de Construcții. Se angajează voluntar pe unul din marile șantiere industriale, crezând pentru moment în încercarea noului regim de reconstrucție a țării după război. Se înscrie în PCR, dar repede dezamăgit de turnura evenimentelor politice, devine, prin atitudinea sa contestatara, un ins incomod.
În 1950 este exclus din partid pentru întrebările nonconformiste pe care le punea în legătura cu guvernarea comunistă și pentru prietenia cu „elementele reacționare”.
1950 - 1985 - Lucrează neîntrerupt la Institutul de proiectări în construcții ISLGC. A fost șef de atelier specializat în calculul structurilor de rezistență pentru construcții. Proiectează un număr impresionant de construcții de locuit și industriale, hoteluri și spitale. A realizat și publicat împreună cu regizorul Mirel Ilieșiu un album dedicat arhitecturii litoralului românesc.
1969-1982 - Un pasionat al artei universale, a făcut mai multe excursii în Occident, obținând cu greu, și totdeauna numai în urma unui lung ciclu de cereri, refuzuri și proteste până la „Președintele Republicii”, pașaportul din partea autorităților române. În timpul acelor călătorii a intrat în legătură cu disidenți români din Occident, printre care Monica Lovinescu și Virgil Ierunca. A rămas în legătură și cu vechii săi prieteni, fugiți, rămași sau emigrați în Vest: Camil Baciu, Noldi Balanescu, Sergiu Huzum și Mioara Cremene, Gad Calmanovici, Alexandru Mirodan, Gelu Ionescu, pictorul George Tomaziu, etc. Tot în acești ani devine un sarcastic critic, deseori exasperat, al abuzurilor regimului comunist și al marasmului de conștiință indus de cultul personalității lui Ceaușescu. În cea mai mare parte aceste critici le-a încredințat jurnalului; deseori însa le citea, în forme literare, în cercuri de prieteni, unde propunea și alte variante de protest contra regimului. În acești ani, la serviciu tine la vedere afișe antitotalitare. Ca urmare a acestor acțiuni, Securitatea l-a urmărit în toți acei ani, printr-o acțiune cu numele de cod „Călătorul”.
În anul 1970 i s-a publicat la editura Litera un volum de versuri numit Mereu Doi cu o prefață scrisă de Nina Cassian. În urma confiscări jurnalului intim, prietena lui, poeta Nina Cassian, a preferat să nu se mai întoarcă în România și a emigrat în SUA.
În octombrie 2001 Serviciul Român de Informații a dat în presă un comunicat, prin care a anunțat existența de 50.000 de file de manuscrise confiscate înainte de 1989. Printre ele au fost 811 pagini ale jurnalului lui Gheorghe Ursu.

## Moartea și condamnarea vinovaților
Gheorghe Ursu a fost arestat pe 21 septembrie 1985 pe motiv că deținea valută.
A fost plasat în aceeași celulă cu „recidiviștii violenți” Marian Cliță și Gheorghe Radu, iar milițienii au primit ordin să nu intervină, chiar dacă din spatele gratiilor se auzeau zgomote.
În paralel, Gheorghe Ursu era scos din celulă și „interogat” zilnic, prin „metode specifice”, de către Securitate.
Disidentul a rezistat până pe 17 noiembrie 1985, iar organele statului au notat drept cauză oficială a morții o „peritonită” Deținuții au fost puși de Securitate să îl omoare. Procurorul Vasile Manea Drăgulin a stabilit în 1985 că moartea nu ar fi fost violentă și a dispus neînceperea urmăririi penale.
În anul 2000, după mai multe răsturnări de situație, un infractor de drept comun, aflat în detenție împreună cu Ursu, a fost condamnat pentru uciderea acestuia.
În octombrie 2003, foștii colonei de miliție Tudor Stănică și Mihail Creangă au fost condamnați la 20 de ani de închisoare pentru omorul lui Gheorghe Ursu.
În decembrie 2005 fostul general SRI, Eugen Grigorescu, a fost condamnat la 3 ani de închisoare privind dispariția jurnalului lui Gheorghe Ursu. Fiul inginerului Ursu, Andrei Ursu, încearcă să găsească aceste pagini de jurnal, care au ajuns pe la începutul anilor 90 la Gabriela Adameșteanu, cea care a publicat o selecție din Jurnal în revista 22, în arhiva CNSAS-ului. Până în acest moment, manuscrisul nu a fost încă descoperit.
Gheorghe Ursu a fost și scriitor, cartea de călătorie scrisă de acesta fiind publicată post-mortem în anul 1991.

## Referiri la Gheorghe Ursu în opere de artă
- Viața lui Gheorghe Ursu a devenit subiectul unui film regizat de către Cornel Mihalache, film ce a avut premiera în Sibiu cu ocazia evenimentului „Sibiu – Capitală Culturală Europeană”. Filmul conține și înregistrări ale vocii lui Gheorghe Ursu.
- În anii 2006-2007 Iordan Chimet a publicat de asemenea două volume de corespondență între el și prietenii săi Gheorghe Ursu și Camil Baciu, sub titlul „Cartea prietenilor mei”.
- Un film de ficțiune inspirat din cazul lui Gheorghe Ursu a fost lansat în 2019 sub titlul „Arest”, în regia lui Andrei Cohn, cu Alexandru Papadopol și Iulian Postelnicu în rolurile principale.[8]